# ロイ・ジェームスの意地悪ジョッキー
ロイ・ジェームスの意地悪ジョッキー（ロイ・ジェームスのいじわるジョッキー）は文化放送で放送したラジオ番組。番組はニッポン放送に移行して放送された。NRN系の全国ネット番組。通称は意地悪ジョッキー。

## 番組概要
- 1960年から1970年代 前半まで、毎週 月曜日 - 土曜日 7時55分 - 8時00分に放送する帯番組として開始。ロイ・ジェームスの歯に衣着せぬ軽妙な毒舌トークが特徴。「何か忘れちゃいませんかってんだ!!」と言う、ロイのべらんめえ調の言葉が決め台詞だった。
- 文化放送 時代は「意地悪ジョッキー」、ニッポン放送 時代は「いじわるジョッキー」である[1]。
- 番組は1970年代 後半より、ニッポン放送に移行。『梶みきおの昼休み天国』内のコーナー番組(毎週 月曜日 - 金曜日 12時20分 - 12時25分)として放送した。
- 1982年春頃から、ロイが病気療養のために芸能活動を休業。本番組を降板した。同年12月、ロイは喉頭がんと肺炎の為、53歳で病死。後番組は『ケーシー高峰のいじわるジョッキー』となり、1984年4月まで放送した。

## 番組内容の一例
- 「おやおや、○○さんの旦那さんじゃないですか。奥さんが最近ジョギングし始めたって聞きましたよ」「え? 何?　『家でルームランナーを始めた』ですって?　何か忘れちゃいませんかってんだ!!」

- 「そもそも ジョギングってえ物は外で走るから そう言うのであって、奥さんのやっている事は家で足踏みをしているだけじゃないですか。こんな事で『毎日 走ってます』なんて言われたら、スポーツ選手が怒りますよ。旦那さん」

## 提供スポンサー
- 日産自動車グループ 各販売会社の提供。日産自動車はその後、ロイ・ジェームスのミスタースポーツ（ニッポン放送）の提供スポンサーを務めた。
- 放送 5000回を迎えた当時は建林松鶴堂（漢方薬専門店。台東区上野で営業）がスポンサーだった。